# Minderbroedersklooster (Weert)
Het Minderbroedersklooster (1461-1996) is een voormalig klooster te Weert, gelegen aan Biest 43.

## Geschiedenis
Dit klooster werd in 1461 gesticht door Jacob I van Horne, die daartoe een stuk grond dat behoorde tot Kasteel De Aldenborgh afstond. Na de dood van zijn vrouw trad hij zelf toe tot de orde der Minderbroeders.
Van 1512-1526 werd een laatgotische kerk gebouwd, de huidige Paterskerk, welke de plaats innam van de in 1462 ingewijde eenbeukige kerk. In 1566, 1572 en 1578 werden kerk en klooster beschadigd, om in 1586 te worden hersteld. In 1652 werd een Portiunculakapel aangebouwd.
Het klooster werd door de Fransen opgeheven in 1797 om in 1836 weer in ere te worden hersteld. Het klooster heeft als zodanig bestaan tot 1996. Daarna bleef de orde tot in 2023 aanwezig in de stad. De Weertse orde werd na 561 jaar opgeheven, omdat een communiteit uit minimaal drie broeders moet bestaan, en in 2021 een van de laatste drie was overleden. De andere twee broeders bleven in de stad wonen.

## Gebouwen

### Klooster
Aan de straatzijde zijn twee huizen, waarvan één dateert van 1647. Daartussen is een poort met gezwenkte topgevel waarin zich in een nis een Sint-Franciscusbeeld bevindt. Aan de oostzijde is een dienstvleugel, deels uit 1747 en 1781. In 1892 werd deze verbouwd. De noordvleugel is van 1930-1931 en werd ontworpen door Jules Kayser. In de kloostertuin vindt men drie zonnewijzers.

### Paterskerk
De Paterskerk is een laatgotische kerk die onderdeel van het kloostercomplex uitmaakt. Het is een kerk zonder toren, maar met een dakruiter. Het schip heeft kruisribgewelven en de kruising en het koor hebben stergewelven. Uit einde 17e eeuw stammen een doksaal, geflankeerd door een Maria- en een Franciscusaltaar, het hoofdaltaar en de dubbele biechtstoelen. Uit 1922 stamt een neogotisch monument voor de Martelaren van Gorcum, ontworpen door Pierre Cuypers.
Tegen het koor staat aan de buitenzijde de grafzerk van de stichters van de Portiunculakapel: Johan Gerardi en Maria de Roye, gestorven in respectievelijk 1658 en 1664.
De Paterskerk werd in 1954 aangewezen als rectoraatskerk voor de bewoners van de zich uitbreidende wijk Biest. De kerk was echter te klein en uitbreiding van deze kerk was niet mogelijk om financiële en kunsthistorische redenen. Daarom werd nabij het kloostercomplex een nieuwe kerk gebouwd: De Sint-Franciscuskerk.
Recent onderzoek wijst uit dat het lichaam van graaf van Horne Filips van Montmorency begraven zou kunnen liggen in de Paterskerk. In 2020 werd aan Kasteel De Aldenborgh een grafkelder gevonden waar Philips mogelijk werd begraven.